# Walt Disney Studios Home Entertainment
Walt Disney Studios Home Entertainment (incorporada como Buena Vista Home Entertainment, Inc. desde 1997, y anteriormente conocida como Walt Disney Telecommunications & Non-Theatrical Company desde 1980 hasta 1987 y finalmente Buena Vista Home Video hasta 1997) es la división de distribución de video para el hogar de The Walt Disney Company. Disney comenzó a distribuir videos bajo su propio sello en 1980 con el nombre de Walt Disney Home Entertainment.

## Historia
En 1980, Disney estableció su propia operación de distribución de video como parte de Walt Disney Telecommunications and Non-Theatrical Company (WDTNT) con Jim Jimirro como su primer presidente. El video casero no era considerado como un mercado importante para Disney en ese momento. WDTNT también se encargó de la comercialización de otros artículos auxiliares diversos, como películas cortas de 8 mm para películas caseras.
Los primeros lanzamientos de Disney en cinta fueron 13 títulos con licencia para alquiler a Fotomat el 4 de marzo de 1980, inicialmente fue una prueba en cuatro ciudades (Chicago, Houston, Filadelfia y San Francisco / Oakland / San José), para ser expandido a nivel nacional a fines de 1980. El acuerdo especificaba tarifas de alquiler que iban de $ 7.95 USD a $ 13.95. Este primer lote de títulos en VHS y Beta incluyó 10 películas de imagen real: Pete's Dragon (# 10), The Black Hole (# 11), The Love Bug (# 12), Escape to Witch Mountain (# 13), Davy Crockett, King of the Wild Frontier (# 14), 20,000 leguas de viaje submarino (# 15), pomos de cama y escobas (# 16), The North Avenue Irregulars (# 17), The Apple Dumpling Gang (# 18), y Hot Lead and Pies fríos (# 19); y tres de las recopilaciones de cortos animados previamente lanzados por DiscoVision: On Vacation con Mickey Mouse and Friends (# 20), Kids is Kids protagonizada por el Pato Donald (# 21), y Adventures of Chip 'n' Dale (# 22). Más tarde, el 30 de diciembre de 1980, Mary Poppins (# 23) fue agregada para hacer 14 títulos en total. [cita requerida]
No se lanzaron nuevos títulos durante medio año después de Mary Poppins, pero Walt Disney Home Video anunció un programa ampliado para "Distribuidores autorizados de alquileres" en diciembre de 1980, y comenzó a expandir su red de distribuidores durante la primera parte de 1981. Desde el 1 de enero hasta el 31 de marzo de 1981, Disney tuvo una promoción de "Licencia uno - Obtenga uno gratis" para alentar a los concesionarios a registrarse. También ofrecieron el uso gratuito de alquiler de una videocasete Mickey Mouse Disco de 7 minutos para los clientes que alquilaron cualquier título de un distribuidor autorizado de alquiler desde febrero hasta mayo de 1981.
Disney era inusual entre los estudios principales al ofrecer un programa para alquileres autorizados. La mayoría de los otros estudios involucrados en el mercado de videocasetes en ese momento estaban tratando de encontrar maneras de evitar que los distribuidores alquilaran sus cintas de películas. Magnetic Video (con títulos de 20th Century Fox y otros) dejó de hacer negocios con Fotomat después de que Fotomat comenzó a alquilar cintas de video magnético sin autorización. Los casetes de alquiler de Disney en estuches azules parecían completamente diferentes a los casetes de venta, que estaban en estuches blancos. Se diseñó así para facilitar a que los representantes de Disney supieran si los concesionarios estaban violando sus acuerdos con los concesionarios al alquilar casetes destinados a la venta, y continuó hasta 1984, cuando dejaron de hacerlo.
A fines de la década de 1980, Disney comenzó a buscar otros puntos de venta para distribuir sus videos, y decidió firmar acuerdos con minoristas mercantiles masivos como Target, Caldor y Walmart. En 1989, Disney trató de controlar aún más la distribución de sus productos al eliminar el uso de trabajadores de rack. Alrededor de este tiempo, el estudio comenzó a asociarse con los principales minoristas para campañas publicitarias.
En 2020, durante la adquisición de Fox a Disney, que el servicio 20th Century Fox Home Entertainment ahora es 20th Century Studios Home Entertainment.

### Buena Vista Home Video
Buena Vista Home Video se incorporó el 13 de febrero de 1987. En abril de 1996, debido a la realineación de la fusión posterior a Disney-CC / ABC, Buena Vista Home Video se transfirió del grupo de Disney Television and Telecommunications a The Walt Disney Studios. La división pasó a llamarse Buena Vista Home Entertainment en 1997.

## Estructura
La compañía actualmente distribuye medios digitales, discos Blu-ray y DVD bajo las siguientes designaciones:
- Disney (1978-presente, anteriormente Walt Disney Studios Home Entertainment, Walt Disney Home Entertainment, Walt Disney Home Video y Disney Videos International))
- Buena Vista Home Entertainment (1984-2010, ya no se usa en los EE. UU., pero sigue en uso en otros países.)
- Freeform (2001-presente, anteriormente ABC Family)
- ABC Studios (2007-presente, anteriormente usaba el sello Buena Vista Home Entertainment)
- Marvel Studios (2012-presente)
- Lucasfilm (2014-presente)
- 20th Century Studios Home Entertainment (2019-presente, una división de 20th Century Studios; anteriormente se llamaba 20th Century Fox Home Entertainment, 20th Century-Fox Video, CBS / Fox Video y Fox Video)

Antes de la adquisición de Fox por Disney, 20th Century Fox Home Entertainment tenía acuerdos de distribución separados con otras compañías. Actualmente tienen acuerdos con:
- Pathé (en el Reino Unido solamente, 1990-presente)
- MGM Home Entertainment (desde 2006; expirará en junio de 2020)
- Annapurna Pictures (solo en Estados Unidos, 2017-presente)

La empresa solía distribuir bajo las siguientes designaciones:
- ABC Video (1997-1999)
- DIC Toon-Time Video (1991-2000, solo en EE. UU.)
- Dimension Home Video (1994-2005)
- ESPN Video (1990's)
- Jim Henson Video (1993-1996)
- Miramax Home Entertainment (1994-2010)
- Miramax / Dimension Home Entertainment (1995-2006)
- Muppet Home Video (1983-1985, solo en Estados Unidos.)
- Touchstone Home Entertainment (1984-2017 [cita requerida], anteriormente Touchstone Home Video)
- Hollywood Pictures Home Entertainment (1991-2007 , anteriormente Hollywood Pictures Home Video)